# Desa Kropoh
Desa Kropoh är en administrativ by i Indonesien.   Den ligger i provinsen Jawa Timur, i den västra delen av landet, 900 km öster om huvudstaden Jakarta. Desa Kropoh ligger på ön Pulau Raas.